# Stellers søko
Stellers søko (Hydrodamalis gigas), også kendt som barkdyret var en meget stor søko, der levede indtil sidste halvdel af 1700-tallet. Tidligere levede den over store dele af det nordlige Stillehav, men da arten blev opdaget i 1741 af Georg Wilhelm Steller på en af Vitus Berings ekspeditioner, levede den kun isoleret omkring Kommandørøerne. I løbet af 27 år efter dens opdagelse blev det langsomme og forsvarsløse dyr udryddet af sælfangere og andre søfolk.
Stellers søko blev mindst 8-9m lang som voksen, og var dermed langt større end de nulevende arter. Vægten skønnes at have været mellem 8 og 10 ton. Udseendet var lidt som en sæl, men med en hvallignende hale. Ifølge Steller "kommer dyret aldrig på land, men lever altid i vandet. Dets hud er sort og tyk, som barken på en gammel eg..., hovedet er lille i forhold til kroppen, det har ingen tænder, men kun to flade, hvide benplader, en i overmunden og en i undermunden". Ifølge Steller var dyret helt tamt og levede af store brunalger (kelp). Tilsyneladende var dyret ude af stand til at dykke.
Fundet af fossiler antyder at Stellers Søko har været udbredt langs hele kysten af det nordlige Stillehav, så langt sydpå som Japan og Californien. Det er sandsynligt at jagt fra de oprindelige folk omkring Stillehavet reducerede bestanden til området omkring Kommandørøerne.

Zoologen Leonhard Hess Stejneger skønnede at der på det tidspunkt Stellers søko blev opdaget var færre end 1.500 dyr tilbage og derfor allerede på det tidspunkt var stærkt truet af udryddelse fra jagt. Efter Stellers opdagelse blev de resterende dyr hurtigt dræbt af sælfangere og søfolk. De var eftertragtede for deres skind, der blev brugt til at lave både af, men også for deres værdifulde spæk, der var velsmagende og holdts sig godt og desuden brændte med en klar flamme uden at sode.

## External links
- Wikispecies har taksonomi med forbindelse til  Stellers søko

- Animal Diversity Web
- Steller's sea cow information from the AMIQ Institute
- Georg Steller's De bestiis marinis (1751) (in English)
- Hans Rothauscher's Die Stellersche Seekuh site (in German & English)
- Illustration of a sea cow skeleton and an extract from Steller's description Arkiveret 13. august 2013 hos  Wayback Machine